# Sulfeto de difenila
Sulfeto de difenila é o composto orgânico de fórmula (C6H5)2S e massa molecular 186.27. Apresenta ponto de fusão de −40 °C, ponto de ebulição de 296 °C e densidade 1,113 g/mL a 20 °C. É classificado com o número CAS 139-66-2, número de registo Beilstein 1907932, número EC 205-371-4, número MDL MFCD00003064 e PubChem Substance ID 24898423.